# Paradise City
Paradise City és una de les cançons més famoses escrites per la banda de hard rock Guns N' Roses.
Està inclosa en l'àlbum de 1987 Appetite for Destruction. Juntament amb "Welcome to the Jungle" i "Sweet Child O' Mine", és un dels temes més influents de Guns N' Roses en el món de la música. La famosa estrofa "Take me down to the Paradise City, where the grass is green and the girls are pretty" (Porta'm a la ciutat paradís on l'herba és verda i les noies són belles") es creu que podria ser una referència a l'heroïna, ja que reordenant les lletres seria "Easy Acid Trip". Paradise City és considerat per alguns com una cançó que tracta de Los Angeles i la seva corrupció per l'època. Alguns creuen que la cançó va ser escrita a Louisville (Kentucky), que està a quatre hores al sud on Axl Rose va créixer a Indiana.
La meitat del videoclip estava filmat al Stadio Giants a Nova Jersey mentre Guns N' Roses estaven en gira amb Aerosmith; cap a la meitat del vídeo, se'ls veu embarcant a l'avió Concorde perquè poguessin fer una actuació a Anglaterra; van tornar tan ràpid com els va ser possible als Estats Units per continuar la gira amb una de les seves majors influències. El concert a Anglaterra és el Monsters of Rock, enllaçat amb el de Donington Park. La raó van ser algunes morts que van tenir lloc mentre Guns N' Roses estaven tocant. Com a resultat, la banda va considerar que les imatges del concert serien una bona posada en escenea del vídeo, alhora que una mostra de respecte per a aquells que van morir en el concert.
Axl va dir sobre la cançó: "els versos són més que res sobre l'estar a la jungla, els cors és com tornar a l'Oest Mitjà o algun lloc així".
Aquesta cançó va ser sovint feta servir com la cançó de tancament de la banda durant les gires d'Appetite for Destruction i Use Your Illusion, i és encara avui dia usada per tancar els seus concerts. La ciutat del videojoc Burnout Paradise es diu igual al tema. La cançó va ser posada en la posicó 21 a les 40 Greatest Metall Song of All Time per la VH1. Número 3 a la revista Total Guitar dels 100 millors cançons de tots els temps, i va guanyar diversos premis similars a través dels anys.
Aquesta cançó forma part del nou joc de Burnout, anomenat "Burnout Paradise" (2008), en el qual, aquesta cançó és el tema principal del joc.

## Formats i llista de cançons
Totes les cançons foren escrites i compostes per Guns N' Roses llevat les assenyalades. 
| 1. | «Paradise City» (LP Version)    |                                       |  |
| 2. | «Move To The City» (LP Version) | Guns N' Roses, Del James, Chris Weber |  |

| 1. | «Paradise City» (LP Version)    |  |  |
| 2. | «Used To Love Her» (LP Version) |  |  |

| 1. | «Paradise City» (LP Version)    |                      |  |
| 2. | «Used To Love Her» (LP Version) |                      |  |
| 3. | «Anything Goes» (LP Version)    | Guns N' Roses, Weber |  |

| 1. | «Paradise City» (LP Version)       |                      |  |
| 2. | «Used To Love Her» (LP Version)    |                      |  |
| 3. | «Anything Goes» (LP Version)       | Guns N' Roses, Weber |  |
| 4. | «Sweet Child O' Mine» (LP Version) |                      |  |